# Дизельный скандал с Volkswagen
Афера концерна «Volkswagen» (также Дизельгейт, по аналогии с Уотергейтским скандалом; нем. VW-Abgasskandal) была раскрыта в сентябре 2015 года, когда выяснилось, что более 11 миллионов дизельных автомобилей по всему миру были оснащены программным обеспечением, которое во время проведения тестов определяло, что автомобиль стоит на стенде неподвижно по тому, что не все его колеса вращались, и, корректируя подачу топлива, в десятки раз занижало количество вредных газов, в частности, NOx (оксидов азота), выбрасываемых в воздух.
При тестировании по профилю NEDC включались режимы и устройства, неактивные при обычном использовании. Компания признала факт занижения уровня выбросов при продажах автомобилей в США и Европе.
Такое обеспечение установлено на автомобилях с дизельными двигателями TDI (Turbocharged Direct Injection) серий EA 188, 189 и 288, произведенных в 2008—2015 годах, в частности на моделях Golf (6-е поколение), Passat (7-е поколение), Tiguan, Jetta, Beetle и Audi A3.
По разным оценкам, общее количество автомобилей с данной недокументированной особенностью может достигать 5 или 11 миллионов.
Превышения норм выбросов для этих автомобилей были обнаружены исследовательской группой из Университета Западной Виргинии, которая измеряла состав выхлопных газов во время вождения автомобиля с помощью мобильных устройств PEMS (portable emissions measurement system).
Штраф за нарушение правил, установленных EPA, может гипотетически достичь 37 500 долларов за машину, то есть в общей сложности более 18 млрд долларов.
На фоне «дизельгейта» продажи VW резко снизились в конце 2015 года (на 5,2 % в декабре), за весь год мировые продажи упали на 2 % (в течение предыдущих 13 лет компания показывала рост продаж).
Акции компании значительно подешевели, последствия скандала могут негативно отразиться на машиностроительной отрасли Германии.
Скандал стал причиной ухода в отставку председателя автоконцерна Мартина Винтеркорна, его сменил директор Porsche, Маттиас Мюллер. Также компанию был вынужден покинуть ряд других ключевых фигур: глава отдела исследований и разработок «Фолксваген» Хайнц-Якоб Нойсер, ответственный за техническое развитие бренда Audi Ульрих Хакенберг и глава отдела исследований и разработок в Porsche Вольфганг Хатц. Согласно публикации The Wall Street Journal, двум последним принадлежит идея с махинациями вокруг показателей токсичности выхлопов.
В сентябре 2016 года акционеры компании выставили иск к ней на 4 млрд евро.
В сентябре 2016 концерн получил Шнобелевскую премию по химии с формулировкой «за решение проблемы токсичности автомобильных выхлопов в атмосфере путем автоматического включения очистки выхлопов при тестировании».
Кинокомпания Appian Way Productions, принадлежащая Леонардо Ди Каприо, заявила в октябре 2015 года о планах снять совместно со студией Paramount художественный фильм по мотивам «дизельгейта».
3 мая 2017 года прокуратура Восточного округа штата Мичиган предъявила уголовные обвинения экс-главе концерна «Фольксваген» Мартину Винтеркорну по делу о мошенничестве с выхлопами дизельных автомобилей. В тексте обвинения указывается, что он и пять других менеджеров Фольксвагена «сознательно и преднамеренно совершили мошенничество» с целью обойти нормы выхлопа в США.
В 2020 году американские владельцы «Фольксвагенов» получили 9,8 млрд долл. компенсаций по «дизельгейту».
В земельном суде в Брауншвейге 16 сентября 2021 года начался судебный процесс. Ранее он несколько раз откладывался из-за пандемии коронавируса.
В июне 2023 года земельный суд в Мюнхене признал бывшего главу Audi Руперта Штадлера виновным в «мошенничестве путем бездействия» по делу о «дизельгейте», приговорил его к одному году и девяти месяцам лишения свободы условно и постановил выплатить штраф в размере 1,1 млн евро в пользу госбюджета и нескольких некоммерческих организаций. Штадлер заключил сделку с прокуратурой и судом и дал признательные показания. Также виновными были признаны еще два фигуранта дела: Вольфганга Хатца приговорили к двум годам заключения условно и назначили выплату штрафа в размере 400 тыс. евро, а инженера Джованни П. — к одному году и девяти месяцам заключения условно с выплатой штрафа в размере 50 тыс. евро.

## Глобальные последствия «дизельгейта»
Скандал с занижением экологического вреда от дизельных двигателей затронул далеко не только сам концерн Volkswagen, но и всю мировую автомобильную индустрию в целом. Так, были проведены аналогичные проверки прочих немецких автоконцернов, прежде всего, Daimler и BMW, которые выявили ряд нарушений (хотя и гораздо менее значительных) со стороны и этих автопроизводителей, что также не способствовало росту их продаж.
Более глобально Дизельгейт повлиял на долгосрочный отказ большинства мировых автопроизводителей от производства дизельных легковых автомобилей и введение со стороны ЕС гораздо более строгой процедуры проверки экологической чистоты и расхода топлива WLTP (Worldwide harmonized light vehicles test procedure). В частности, немецкие, шведские и ряд прочих ОЕМ-производителей приняли долгосрочные программы по переходу на технологические легковые платформы с автономным электроприводом (на АКБ или топливных элементах), а в ближней и среднесрочной перспективе предусматривается также переход на гибридные трансмиссии PHEV.
Об отказе от продаж и дальнейшей разработки дизельных легковых моделей заявил также ряд японских и корейских автопроизводителей, а в Китае с 2019 года вводятся обязательные квоты на продажу определенного количества электромобилей и гибридов каждым брендом, благодаря чему в наиболее выигрышном положении оказались именно местные автопроизводители.
Целый ряд стран ускорил введение в дальней перспективе (в период между 2025 и 2040 гг.) полного запрета на продажу автомобилей с ДВС (как с дизельным, так и всех прочих). В странах Западной Европы, в Китае и в США резко возрос интерес как к аккумуляторным электромобилям (BEV), так и гибридам PHEV.

## Судебная практика Германии
Верховный суд Германии признал за покупателями автомобилей с манипулированным программным обеспечением по контролю за выхлопами деликтное требование в отношении производителя из умышленного и противоречащего добрым нравам причинения вреда (§ 826 ГГУ). Это даёт покупателю либо взыскать с зачётом выгод от использования цену автомобиля с производителя, либо взыскать часть цены, превышающую объективную стоимость автомобиля с манипулированной системой выхлопа.
При этом, по мнению Верховного суда, требование не исключает в порядке учёта вины (§ 254 ГГУ) потерпевшего и то обстоятельство, что покупатель не установил обновление, исправляющее поведение выхлопной системы. Суд аргументировал тем, что изменение объективной ценности автомобиля вследствие установки обновления как впоследствии наступившего обстоятельства не исключило бы однажды возникшее деликтное требование.
Требования из умышленного и противоречащего добрым нравам причинения вреда не были признаны за покупателями, приобретшими автомобили уже при знании «Дизельгейта».